# WU-FTPD
Der WU-FTPD ist ein an der Washington University in St. Louis entwickelter FTP-Daemon, ein Server für das File Transfer Protocol.
Die Lizenz des WU-FTPD ist mit den Debian Free Software Guidelines konform. Der WU-FTPD wurde ursprünglich von Chris Myers und Bryan O’Connor für die großen Archive der Universität programmiert und zeichnet sich durch große Funktionsvielfalt aus.
Im Frühjahr 1999 wurde die WU-FTPD Development Group zur Weiterentwicklung gegründet, die am 30. November 2001 die jüngste Version 2.6.2 veröffentlichte.
Anfang der 2000er Jahre war der WU-FTPD weit verbreitet und einer der Infektionswege des Ramen-Wurms. Ein Schlaglicht auf das Sicherheitskonzept des WU-FTPD warf das im Jahr 2004 entdeckte Problem, dass Benutzer sich unversehens im Stammverzeichnis des Betriebssystems wiederfanden, sobald sie vermeintlich alle Rechte verloren. Mitte der 2000er Jahre antworteten die Maintainer nicht mehr auf dringliche Schwachstellenmeldungen. Seit dem Jahr 2008 ist die Website der WU-FTPD Development Group nicht mehr erreichbar.
Die jüngsten stabilen Versionen von Debian beispielsweise stellen wu-ftpd nicht mehr zur Verfügung.